# Massadio Haïdara
Pour les articles homonymes, voir Haïdara.
Massadio Haïdara, né le 2 décembre 1992 à Trappes, est un footballeur international malien, qui possède également la nationalité française. Il évolue au poste de défenseur à Kocaelispor.

## Biographie

### AS Nancy-Lorraine
Il fait ses débuts au Football Club de La Verrière, le club de sa ville avant de rejoindre le Football Club de Versailles 78. Après deux années passées dans ce club, il quitte Versailles pour l'Athletic Club de Boulogne-Billancourt. Puis en 2008, il s'engage à l'AS Nancy-Lorraine, pour intégrer son centre de formation, à l'âge de 15 ans. 
Appelé dans le groupe professionnel fin 2010, Massadio Haïdara fait deux apparitions sous le maillot nancéien (dont une titularisation) avant la trêve hivernale. Ce natif de la région parisienne signe son premier contrat professionnel en janvier 2011.
Au total, il dispute dix matchs de Ligue 1 (dont 7 titularisations) en 2011. 
Avec l'arrivée de Jean Fernandez, Massadio Haïdara a de plus en plus de temps de jeu. C'est à la mi-saison qu'il devient titulaire sur le flanc gauche de la défense. Le défenseur dispute cinquante-et-un matchs toutes compétitions confondues avec le club nancéien jusqu'à son départ pour l'Angleterre en 2013.

### Newcastle United
Massadio Haïdara s'engage donc avec Newcastle United en 2013. Alors qu'il profite de la blessure de Mathieu Debuchy, Haïdara est victime d'un tacle assassin de Callum McManaman au niveau du genou en début de rencontre face à Wigan, laissant craindre une indisponibilité de six mois minimum. Le joueur de Wigan, non sanctionné durant le match, encourait une longue suspension après visionnage, mais ne sera finalement pas suspendu par la Fédération anglaise de football puisque depuis cette saison, tout incident non signalé pendant la rencontre ne pourra pas l'être à postériori. En fin de contrat, il quitte le club à l'issue de la saison 2017-2018 après avoir pris part à cinquante-quatre rencontres.

### RC Lens
Le 2 juillet 2018, Haïdara s'engage avec le RC Lens. Le 28 juillet suivant, il est titulaire lors du match comptant pour la première journée de Ligue 2 contre Orléans (victoire 0-2). Il finira sa première saison à 36 matchs joués dont aucun buts. Les lensois échoueront de peu à l'accès à la Ligue 1 en perdant face au Dijon FCO. La saison 2019-2020 est pour Massadio mais aussi pour le Racing, celle du renouveau. Haïdara marqua son premier but sous les couleurs artésiennes le 22 novembre 2019 face au FC Sochaux-Montbéliard. Match gagné par le Racing sur un score de 4-1, la rencontre sera marquée par un hommage à Daniel Leclercq, décédé peu de temps avant. Les lensois accéderont enfin à la Ligue 1 en fin de saison en terminant à la deuxième place du championnat. Le malien jouera 22 matchs pour un but inscrit. Pilier du projet de Franck Haise, Massadio Haïdara réalisera sa plus belle saison sous le maillot nordique en disputant 26 matchs notamment deux buts inscrits face au RC Strasbourg et au Nîmes Olympique. Lors de la saison 2021-2022, les lensois terminent de nouveau au bord de l'Europe à la septième place. Haïdara inscrira un but cette saison là face au Clermont Foot 63. Le 5 mars 2022, il fête sa 100e apparition sous le maillot lensois lors d'un match de Ligue 1 face au Stade brestois 29. Lens s'inclinera sur sa pelouse 1-0. En fin de contrat en juin 2023, le RC Lens annonce en décembre 2022 l'extension du contrat d'Haïdara jusqu'en juin 2025.
Haïdara participe pour la première fois à la phase de groupes de la Ligue des champions lors de l'édition 2023-2024 et dispute quatre des six rencontres du RC Lens. Il est ensuite convoité par le Football Club de Nantes lors du mercato hivernal pour remplacer Quentin Merlin, récemment transféré. Les deux clubs s'accordent sur une indemnité de transfert de 1,5 million d'euros et le joueur doit s'engager avec Nantes pour deux saisons et demie. Le RC Lens conditionne cependant ce départ au recrutement préalable d'un remplaçant à Haïdara, ce qui ne se concrétise pas et met fin à cette possibilité de transfert,.

### Sélection nationale
Haïdara porte le maillot de l'équipe de France des moins de 19 ans, des moins de 20 ans puis des espoirs entre 2011 et 2012.
Le 9 novembre 2018, il est appelé pour la première fois en sélection du Mali par le sélectionneur Mohamed Magassouba. Touché aux ischio-jambiers, le défenseur doit cependant déclarer forfait. Haïdara est de nouveau convoqué avec le Mali le 15 mars 2019.
Le 26 mars 2019, il honore sa première sélection avec la sélection malienne à l'occasion d'un match amical contre le Sénégal (défaite 2-1).
En juin 2019, Haïdara est nommé dans la liste des vingt-trois joueurs maliens sélectionnés pour participer à la CAN 2019.
Attendu à la CAN 2023, il se blesse au matin de l'annonce de la liste des joueurs retenus pour la compétition par le sélectionneur Éric Chelle et en est donc absent.
Le tableau suivant liste les rencontres de l'équipe du Mali dans lesquelles Massadio Haïdara a été sélectionné depuis le 26 mars 2019 jusqu'à présent.

## Statistiques
| Saison                | Club                  | Championnat           | Championnat | Championnat | Championnat | Coupe nationale | Coupe nationale | Coupe nationale | Coupe de la Ligue | Coupe de la Ligue | Coupe de la Ligue | Compétition(s) continentale(s) | Compétition(s) continentale(s) | Compétition(s) continentale(s) | Compétition(s) continentale(s) | Total | Total | Total |
| Saison                | Club                  | Division              | M.          | B.          | P.d.        | M.              | B.              | P.d.            | M.                | B.                | P.d.              | Comp.                          | M.                             | B.                             | P.d.                           | M.    | B.    | P.d.  |
| 2010-2011             | AS Nancy-Lorraine     | Ligue 1               | 10          | 0           | 0           | 3               | 0               | 0               | -                 | -                 | -                 | -                              | -                              | -                              | -                              | 13    | 0     | 0     |
| 2011-2012             | AS Nancy-Lorraine     | Ligue 1               | 19          | 0           | 1           | -               | -               | -               | 1                 | 0                 | 0                 | -                              | -                              | -                              | -                              | 20    | 0     | 1     |
| 2012-2013             | AS Nancy-Lorraine     | Ligue 1               | 17          | 0           | 1           | 1               | 0               | 0               | -                 | -                 | -                 | -                              | -                              | -                              | -                              | 18    | 0     | 1     |
| Sous-total            | Sous-total            | Sous-total            | 46          | 0           | 2           | 4               | 0               | 0               | 1                 | 0                 | 0                 | -                              | -                              | -                              | -                              | 51    | 0     | 2     |
| 2012-2013             | Newcastle United      | Premier League        | 4           | 0           | 0           | -               | -               | -               | -                 | -                 | -                 | C3                             | 4                              | 0                              | 0                              | 8     | 0     | 0     |
| 2013-2014             | Newcastle United      | Premier League        | 11          | 0           | 0           | 1               | 0               | 0               | 1                 | 0                 | 0                 | -                              | -                              | -                              | -                              | 13    | 0     | 0     |
| 2014-2015             | Newcastle United      | Premier League        | 15          | 0           | 1           | 1               | 0               | 0               | 4                 | 0                 | 0                 | -                              | -                              | -                              | -                              | 20    | 0     | 1     |
| 2015-2016             | Newcastle United      | Premier League        | 7           | 0           | 1           | -               | -               | -               | 1                 | 0                 | 1                 | -                              | -                              | -                              | -                              | 8     | 0     | 2     |
| 2016-2017             | Newcastle United      | Championship          | 1           | 0           | 0           | 2               | 0               | 0               | -                 | -                 | -                 | -                              | -                              | -                              | --                             | 3     | 0     | 0     |
| 2017-2018             | Newcastle United      | Premier League        | 1           | 0           | 0           | 1               | 0               | 0               | -                 | -                 | -                 | -                              | -                              | -                              | -                              | 2     | 0     | 0     |
| Sous-total            | Sous-total            | Sous-total            | 39          | 0           | 2           | 5               | 0               | 0               | 6                 | 0                 | 1                 | -                              | 4                              | 0                              | 0                              | 54    | 0     | 3     |
| 2018-2019             | RC Lens               | Ligue 2               | 32+2        | 0           | 0           | 1               | 0               | 0               | 1                 | 0                 | 0                 | -                              | -                              | -                              | -                              | 36    | 0     | 0     |
| 2019-2020             | RC Lens               | Ligue 2               | 20          | 1           | 4           | 1               | 0               | 0               | 1                 | 0                 | 0                 | -                              | -                              | -                              | -                              | 22    | 1     | 4     |
| 2020-2021             | RC Lens               | Ligue 1               | 25          | 2           | 1           | 1               | 0               | 0               | -                 | -                 | -                 | -                              | -                              | -                              | -                              | 26    | 2     | 1     |
| 2021-2022             | RC Lens               | Ligue 1               | 20          | 1           | 2           | 1               | 0               | 0               | -                 | -                 | -                 | -                              | -                              | -                              | -                              | 21    | 1     | 2     |
| 2022-2023             | RC Lens               | Ligue 1               | 36          | 0           | 2           | 3               | 0               | 0               | -                 | -                 | -                 | -                              | -                              | -                              | -                              | 39    | 0     | 2     |
| 2023-2024             | RC Lens               | Ligue 1               | 18          | 0           | 1           | -               | -               | -               | -                 | -                 | -                 | C1+C3                          | 4+2                            | 0                              | 0                              | 24    | 0     | 1     |
| 2024-2025             | RC Lens               | Ligue 1               | -           | -           | -           | -               | -               | -               | -                 | -                 | -                 | C4                             | 1                              | 0                              | 0                              | 1     | 0     | 0     |
| Sous-total            | Sous-total            | Sous-total            | 153         | 4           | 10          | 7               | 0               | 0               | 2                 | 0                 | 0                 | -                              | 7                              | 0                              | 0                              | 169   | 4     | 10    |
| 2024-2025             | Stade brestois        | Ligue 1               | 22          | 0           | 0           | 1               | 0               | 0               | -                 | -                 | -                 | C1                             | 8                              | 0                              | 0                              | 31    | 0     | 0     |
| 2025-2026             | Kocaelispor           | Süper Lig             | 1           | 0           | 0           | -               | -               | -               | -                 | -                 | -                 | -                              | -                              | -                              | -                              | 1     | 0     | 0     |
| Total sur la carrière | Total sur la carrière | Total sur la carrière | 261         | 4           | 14          | 17              | 0               | 0               | 9                 | 0                 | 1                 | -                              | 19                             | 0                              | 0                              | 306   | 4     | 15    |

### En sélection nationale
| Saison                | Sélection             | Phases finales        | Phases finales | Phases finales | Phases finales | Éliminatoires | Éliminatoires | Éliminatoires | Matchs amicaux | Matchs amicaux | Matchs amicaux | Total | Total | Total |
| Saison                | Sélection             | Compétition           | M              | B              | Pd             | M             | B             | Pd            | M              | B              | Pd             | M     | B     | Pd    |
| --------------------- | --------------------- | --------------------- | -------------- | -------------- | -------------- | ------------- | ------------- | ------------- | -------------- | -------------- | -------------- | ----- | ----- | ----- |
| 2018-2019             | Mali                  | CAN 2019              | 1              | 0              | 0              | -             | -             | -             | 2              | 0              | 0              | 3     | 0     | 0     |
| 2019-2020             | Mali                  | -                     | -              | -              | -              | 3             | 0             | 0             | 1              | 0              | 0              | 4     | 0     | 0     |
| 2021-2022             | Mali                  | CAN 2021              | 4              | 1              | 0              | 2             | 0             | 0             | -              | -              | -              | 6     | 1     | 0     |
| 2022-2023             | Mali                  | -                     | -              | -              | -              | 4             | 0             | 1             | 2              | 1              | 0              | 6     | 1     | 1     |
| Total sur la carrière | Total sur la carrière | Total sur la carrière | 5              | 1              | 0              | 9             | 0             | 1             | 5              | 1              | 0              | 19    | 2     | 1     |

## Palmarès
Avec le RC Lens, Massadio Haïdara est vice-champion de France en 2023 trois ans après avoir été vice-champion de France de Ligue 2.
Avec Newcastle United, il est champion de Championship en 2017. 
| Newcastle United (1)              | RC Lens                                                             |
| --------------------------------- | ------------------------------------------------------------------- |
| - Championship - Champion : 2017. | - Ligue 1 - Vice-Champion : 2023. - Ligue 2 - Vice-Champion : 2020. |